# 구강작열감증후군
구강작열감증후군(Burning mouth syndrome)은 원인 모르게 입안에서 화끈거리거나 따끔거림, 미각 변화, 감각 이상 등의 증상이 나타나는 경우에 진단한다.
주로 중년의 폐경기 여성에서 호발하는 것으로 알려져 있으나 여러 연령, 남여 모두에서 나타날 수 있다.

## 증상
- 입 안에 불덩이를 물고 있는 것처럼 혀가 타는 듯이 화끈거리고 아픈 경우
- 입 안에 상처가 있는 것도 아니고, 다른 특별한 이유도 없는데 혀나 입 안 점막, 입천장이 얼얼함
- 겉으로는 멀쩡하지만 통증이 하루 종일 이어지거나 오후에 더 심해짐
- 입 안에서 벌레가 스멀스멀 기어가는 느낌
- 쇠맛이 나는 등 맛이 이상하게 느껴지거나 맛을 제대로 느낄 수 없음

## 원인 및 악화요인
정확한 원인은 알려져 있지 않으나 다음의 원인들로 추정된다.
- 스트레스 (정신적, 신체적 스트레스 모두 포함)
- 구강건조증
- 갑상선기능저하증
- 빈혈
- 당뇨
- 철분, 아연, 마그네슘, 엽산, 비타민 B12 등의 영양결핍
- 알러지반응
- 호르몬이상
- 구강점막변화/질병 : 편평태선, 지도설, 캔디다증
- 구강 이상 악습관
- 신경종을 포함한 신경외상
- 갈바니즘
- 약물 부작용

## 병태생리학적 가설
정확히 정해져 있는 병태생리학은 없으나 다음의 가설이 보고된 바 있다.
- 말초 또는 중추신경계의 이상으로 인한 감각신경계의 이상
- 미각신경계(특수감각)와 일반감각계의 불균형

고삭신경과 설신경은 상호 억제를 하여 혀의 감각의 균형을 유지해주는 것으로 추정되는데, 고삭신경의 기능 이상이 나타나면 이러한 균형이 깨져서 설신경의 기능이 과다하게 되어 작열감이 발생할 수 있을 것이라 추정한다.
따라서 중추신경계와 말초신경계의 병변 또는 어떠한 이상으로 고삭신경 수준의 미각체계의 손상이 나타나면 삼차신경계(설신경 포함)의 억제신호 유입이 감소되고 따라서 기계적 자극과 온도 자극에 대해 과장된 반응을 유발할 수 있다.

## 치료

### 주의사항 교육
- 이완하기
- 혀에 자극 줄이기

### 약물요법
- 항불안제
- 삼환성항우울증약물
- 호르몬대사관련약물
- 항경련제